# Nastagio degli Onesti, secondo episodio
Nastagio degli Onesti, secondo episodio è un dipinto a tempera su tavola (82x138 cm) di Sandro Botticelli, databile al 1483 e conservato nel Museo del Prado di Madrid.

## Storia
La tavola fa parte di una serie di quattro pannelli, forse commissionati da Lorenzo il Magnifico nel 1483 per farne dono a Giannozzo Pucci in occasione del suo matrimonio con Lucrezia Bini di quell'anno. Già conservati a palazzo Pucci, nella seconda metà dell'Ottocento vennero dispersi: tre oggi si trovano al Prado (dal 1941) ed uno solo, l'ultimo, è ritornato nella sua collocazione originaria dopo essere stato, tra l'altro, nella Collezione Watney di Charlbury presso Londra.

## Descrizione e stile

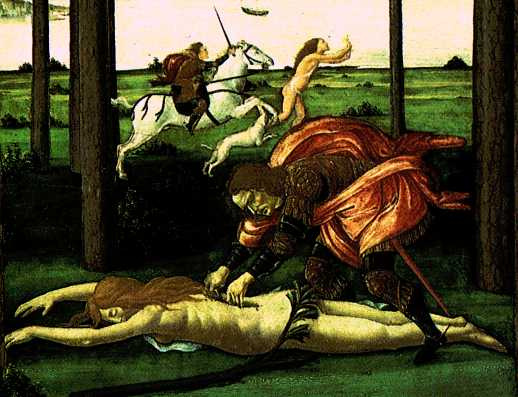
Dettaglio

La vicenda di Nastagio degli Onesti si trova nel Decameron di Giovanni Boccaccio (giornata quinta, novella ottava) e venne scelta per il contenuto a lieto fine di una vicenda d'amore, in cui una donna, figlia di Paolo Traversari, che rifiutava la corte di Nastagio si ricrede assistendo alla punizione infernale di un'altra donna macchiata del suo stesso peccato di irriconoscenza verso l'amante.
Il secondo episodio in particolare è di nuovo ambientato nella pineta attorno a Ravenna, città dove ha sede la vicenda, e mostra Nastagio che, dopo aver assistito all'apparizione di una donna sbranata da cani e inseguita da un cavaliere armato, fugge inorridito. Mentre il cavaliere termina il suo assassinio aprendo la donna sulla schiena per strapparle il cuore che dà poi in pasto ai cani (sulla destra), sullo sfondo la vicenda sta ricominciando nuovamente.
Come verrà spiegato poi nel corso della novella si tratta di un'apparizione di anime dell'Inferno. Il cavaliere suo avo Guido degli Anastagi, come ha modo di spiegare al protagonista, si era infatti suicidato dopo essere stato respinto dalla donna che amava, e per questo è stato condannato, con la sua amata morta impenitente della sofferenza procuratagli, a riapparire ogni venerdì nello stesso luogo per tanti anni quanti erano stati i mesi in cui la donna ne aveva deriso il sentimento, uccidendola e poi riprendendo il supplizio appena essa risorgeva.

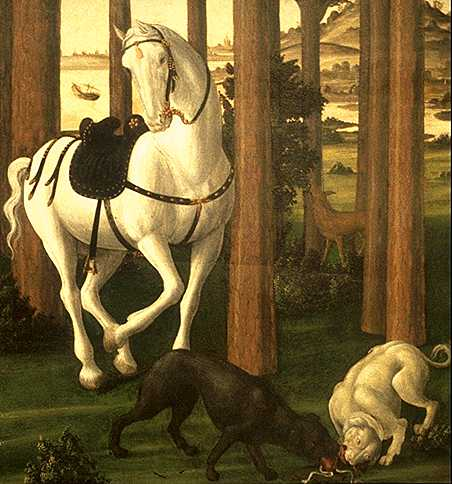
Dettaglio

Da sinistra si vedono alcuni cervi che si abbeverano a una fonte, poi Nastagio che si volta con le braccia alzate dallo spavento, mentre al centro avviene il supplizio, con sullo sfondo il riavvio dell'inseguimento; a destra sta il cavallo in attesa, mentre all'estremità, dove si vede anche un cervo nello sfondo, stanno i due cani da caccia che azzannano con bramosia il cuore della donna.
La scena ha una spiccata vena narrativa, con la rappresentazione di due scene contemporanee che richiese lo sdoppiamento del personaggio di Nastagio. Se la concezione delle quattro scene è dovuta al maestro, l'esecuzione venne in parte delegata agli assistenti di bottega, in particolare Bartolomeo di Giovanni (prime tre scene) e Jacopo del Sellaio (ultima scena).
L'armonica ambientazione delle tavole è tra gli effetti più gradevoli, con effetti di unità spaziale. I colori sono tersi e l'ambientazione naturale è misuratamente controllata. In questa scena gli alberi dagli alti fusti verticali creano una sorta di griglia con il paesaggio marittimo a svolgimento orizzontale sullo sfondo, con un notevole sfondamento in profondità. La drammaticità convive con l'eleganza formale delle slanciate figurine, con movenze aggraziate di persone e animali, in una magica sospensione tra favola e realtà.